# Zwiąż mnie
Zwiąż mnie (hiszp. ¡Átame!) – hiszpańska czarna komedia z 1990 roku w reżyserii Pedra Almodóvara. Zdjęcia kręcono w Madrycie oraz w Zarza de Granadilla w prowincji Estremadura.
Światowa premiera odbyła się 22 stycznia 1990 roku.

## Fabuła
Po opuszczeniu szpitala dla umysłowo chorych, Ricky zaczyna śledzić Marinę, byłą aktorkę porno, z którą w przeszłości spędził jedną noc. Jednakże dziewczyna nie wykazuje zainteresowania kontynuowaniem dawno zakończonej znajomości. Wkrótce potem nachodzi ją w domu, a gdy Marina nie chce go wpuścić, ogłusza ją uderzając w głowę, nieprzytomną kobietę zaciąga do sypialni i przywiązuje do łóżka, dziewczyna staje się więźniem we własnym domu.

## Obsada
- Antonio Banderas – Ricky
- Victoria Abril – Marina Osorio
- Loles León – Lola
- Julieta Serrano – Alma
- María Barranco – lekarka
- Rossy de Palma – dilerka
- Lola Cardona – dyrektorka szpitala psychiatrycznego
- Paco Rabal – Máximo Espejo
- Concha Rabal – aptekarka